# Curt Hansen
Curt Hansen (Bov (Danimarca), 18 settembre 1964) è uno scacchista danese.
Ottenne molti successi in campo giovanile: nel 1982 vinse il Campionato europeo juniores di Groninga si classificò secondo l'anno successivo. Nel 1984 vinse a Kiljava il Campionato del mondo juniores, davanti ad Alexey Dreev e Kiril Georgiev.
Nel 1985 ottenne il titolo di Grande maestro.
Vinse sei volte il Campionato danese (1983, 1984, 1985, 1994, 1998 e 1998).
Dal 1984 al 2000 ha partecipato con la Danimarca a cinque Olimpiadi degli scacchi, sempre in prima scacchiera.
Ha vinto da solo o alla pari molti tornei, tra cui la North Sea Cup di Esbjerg 1983, Borgarnes 1984, Vejstrup 1989 (Politiken Cup), Groninga 1991, Tastrup 1992, Aalborg 1994, Vejle 1994, Malmö 1994 e Reykjavík 1995.
Nel 1992 diventò il primo giocatore danese dopo oltre vent'anni a superare Bent Larsen nel rating FIDE. Raggiunse il massimo punteggio in gennaio-luglio 2004, con 2635 punti Elo.
Curt Hansen possiede anche il titolo di Grande Maestro per corrispondenza.
Dal 2006 partecipa raramente a competizioni.